# هیروکی ساساکی
هیروکی ساساکی (انگلیسی: Hiroki Sasaki؛ زادهٔ ۱۷ ژوئیهٔ ۱۹۹۳) بازیکن فوتبال اهل ژاپن است.